# 창안 포드 마쓰다

창안 포드 마쓰다(영어: Changan Ford Mazda)는 중국 충칭시에 본사를 둔 자동차 제조업체이자 창안 자동차, 포드 모터 컴퍼니, 마쓰다 간의 합작 투자 회사였다.

## 생산 대수
| 연도   | 총 생산량 |
| ------ | --------- |
| 2004년 |           |
| 2005년 | 61,013    |
| 2006년 | 126,790   |
| 2007년 | 217,100   |
| 2008년 | 204,334   |
| 2009년 | 315,791   |
| 2010년 | 403,283   |
| 2011년 |           |